# Atorella vanhoeffeni
Atorella vanhoeffeni är en manetart som beskrevs av Bigelow 1909. Atorella vanhoeffeni ingår i släktet Atorella och familjen Atorellidae. Inga underarter finns listade i Catalogue of Life.